# Matthias Huber

Matthias Huber im Mai 2009 in Dremmen

Matthias Huber (* 3. Dezember 1977 in Säckingen) ist ein deutscher Ju-Jutsu-Sportler. Er war u. a. Weltmeister im Jahre 2006 und Goldmedaillengewinner der Worldgames 2005.
Derzeit (2025) hat Huber den 5. Dan im Ju-Jutsu inne. Er ist Direktor des Deutschen Ju-Jutsu Verbandes und Mitglied des Bundeslehrteams dieses Verbandes. Der diplomierte Sportlehrer Huber hat einen Lehrauftrag an der Universität Heidelberg und ist des Weiteren Diplom-Handelslehrer in den Fächern BWL und Sport an der Julius-Springer-Schule in Heidelberg.

## Größte sportliche Erfolge
2002–2006
- Fünffacher Deutscher Meister in Folge[4]

2002
- 3. Platz Weltmeisterschaft in Uruguay
- 2. Platz Hamburg Open

2003
- 5. Platz Europameisterschaft in Deutschland
- 3. Platz Belgien Open
- 2. Platz German Open
- 3. Platz Hamburg Open

2004
- 1. Platz Hamburg Open
- 1. Platz German Open
- 5. Platz Weltmeisterschaft in Spanien
- 5. Platz Orleans Open in Frankreich
- 5. Platz Slowenien Open

2005
- 5. Platz Europameisterschaft in Polen
- 1. Platz Hamburg Open
- Goldmedaille der Worldgames 2005[5]

2006
- 3. Platz Europacup
- 1. Platz Hamburg Open
- Goldmedaille der Weltmeisterschaft 2006